# Kanton Port-Louis
Kanton Port-Louis (francouzsky Canton de Port-Louis) je francouzský kanton v departementu Morbihan v regionu Bretaň. Tvoří ho devět obcí.

## Obce kantonu
- Gâvres
- Kervignac
- Locmiquélic
- Merlevenez
- Nostang
- Plouhinec
- Port-Louis
- Riantec
- Sainte-Hélène